# Мотоциклетни дневници
 Тази статия е за книгата.  За филма вижте Мотоциклетни дневници (филм).  
„Мотоциклетни дневници“ (на испански: Diarios de motocicleta) е книга, написана от Ернесто Че Гевара, в която се разказва за пътешествията му, когато е на 23 години, заедно с приятеля му Алберто Гранадо, на 29 години по онова време.
Двамата пътуват 8000 километра по Южна Америка на стар едноцилиндров мотоцилет 500cc Norton от 1939 г., наречен иронично и хумористично La Poderosa (мощният). По време на това пътуване Че е почти напълно трансформиран в нов човек след като вижда бедността, мизерията, социалната неправда, експоатацията и се среща с преследвани комунисти, болни от проказа и наследниците на великата цивилизация на инките.
Че е роден в аристократично семейство от висока класа и тези преживявания за него са шокиращи. Той намира своето призвание по време на тези пътешествия и изказва желание да се бори за по-добрия живот на тези хора. Той мечтае за една обединена Латинска Америка. Книгата става бестселър няколко пъти.
През 2004 година неговата дъщеря Алейда Гевара споделя, че когато е писал книгата е разбрал, че хората имат нужда от него не толкова като доктор, колкото като човек, който може да им донесе социална промяна. През 2005 година Алберто Гранадо дава интервю пред BBC, в което описва тяхното пътешествие.